# Julia Shannonová
Julia Shannonová (nepřechýleně Julia Shannon; asi 1812 – 13. dubna 1854) byla americká fotografka, která pracovala v San Franciscu v 50. letech 19. století. Byla první známou fotografkou v Kalifornii a pravděpodobně jedinou ženou pracující ve své profesi v té době v San Franciscu.

## Životopis
Shannonová – jejíž rodné jméno není známo – se narodila v Anglii kolem roku 1812 a v roce 1832 byla provdán za muže jménem Joseph Shannon; později používala jméno Mrs. Julia Shannonová. Shannonovi zpočátku žili v New Yorku, kde se v letech 1833–1840 narodily jejich tři děti. V roce 1848 nebo 1849 se přestěhovali se do San Francisca.
Paní Julia Shannonová (jak se sama stylizovala) se specializovala na daguerrotypie . V roce 1850, kdy byla v plném proudu kalifornská zlatá horečka, inzerovala takto v lednovém vydání San Francisco Alta:
„Všimněte si – daguerrotypie pořízené dámou. Ti, kteří si přejí mít dobrou podobiznu, jsou informováni, že si je mohou nechat vyfotografovat velmi kvalitně a také „skutečnou živou dámou” v Clay St. naproti hotelu St. Francis za velmi mírný poplatek. Zavolejte jí, pánové.”

Tyto reklamy publikovala Shannonová v San Francisku pouhý rok po příjezdu druhého fotografa ve městě, Richarda Carra, a jasně měla v úmyslu využít neotřelou hodnotu svého postavení fotografky. Jediná další žena spojená s povoláním fotografie, která byla uvedena v místních publikacích a adresářích z 50. let 19. století, byla koloristka jednoho ze Shannonových konkurentů, takže je pravděpodobné, že Shannonová byla v té době jedinou ženou, která ve městě vykonávala profesi daguerrotypisty. Druhou zdokumentovanou fotografkou ve městě byla Mrs. Amanda M. Genung ze Stocktonu, daguerrotypistka, která si v San Franciscu v roce 1860 založila obchod.
Z následné reklamy ve stejné publikaci vyplývá, že Shannonová byla také porodní asistentkou.
V roce 1851 vypukl katastrofální požár, který zničil čtvrtinu města, vzal s sebou také dva domy, které Shannonová vlastnila na ulici Sacramento; byly oceněny na 7 000 dolarů (ekvivalent více než 400 000 dolarů v roce 2015), což naznačuje, že se měla docela dobře. Není známo, že by se dochovala nějaká z jejích daguerrotypií a po sčítání v roce 1852 o ní nejsou žádné záznamy.

## Galerie

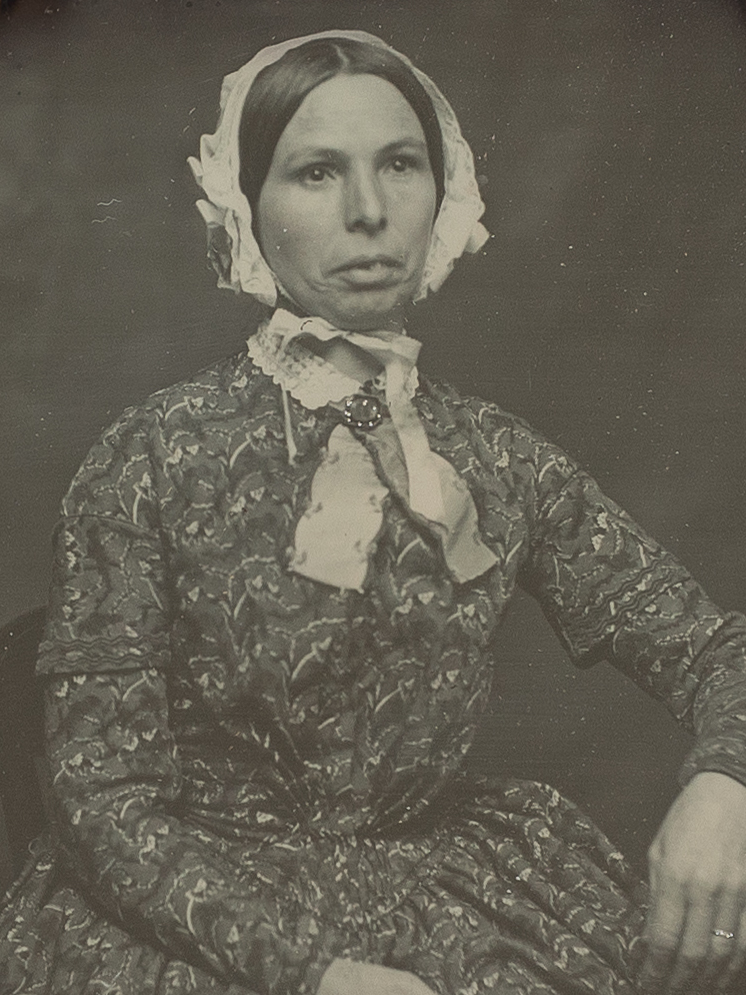
Daguerreotypie ze sbírky Frank Schulenburg Photographic Collection
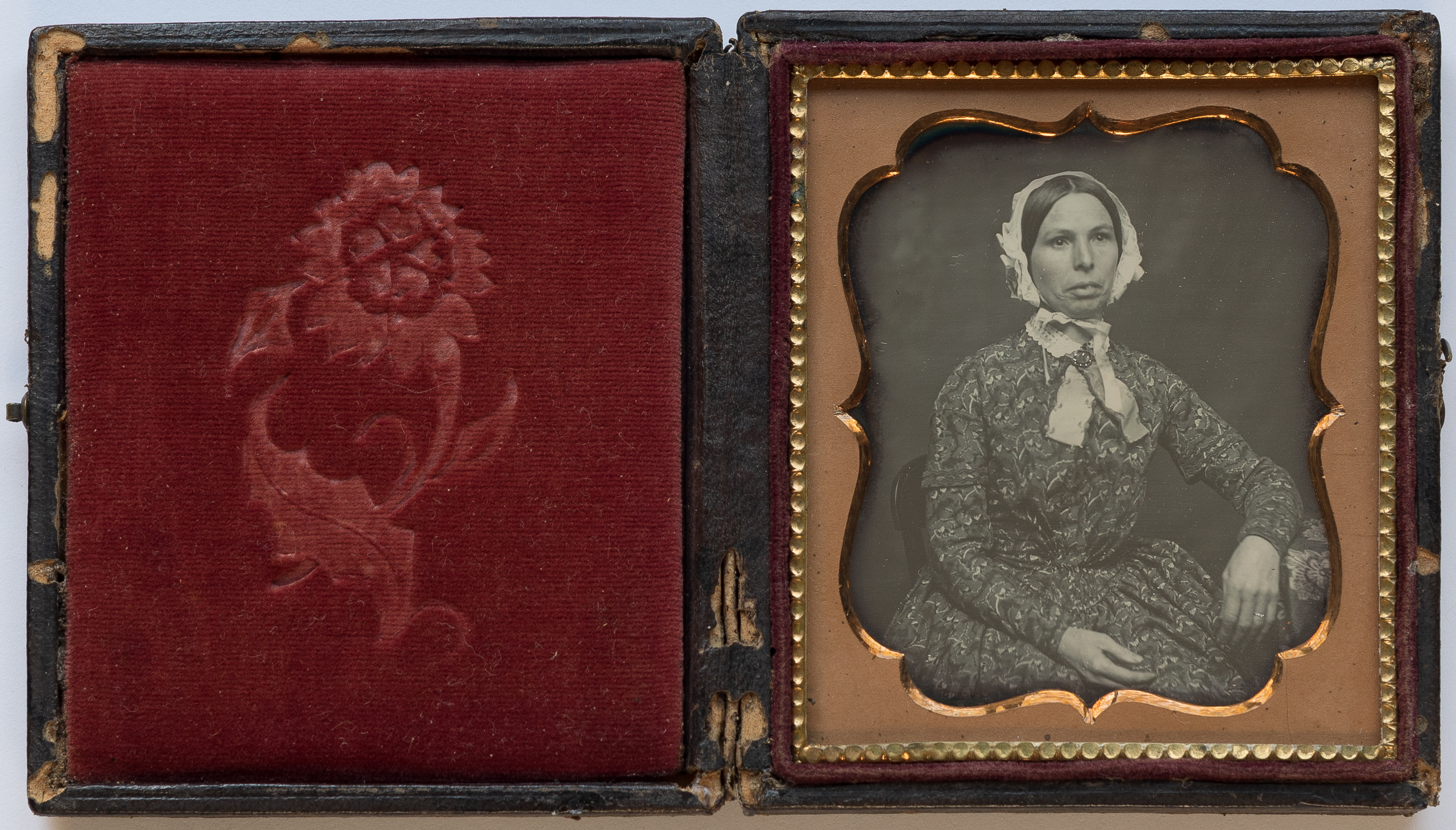
Daguerreotypie ze sbírky Frank Schulenburg Photographic Collection
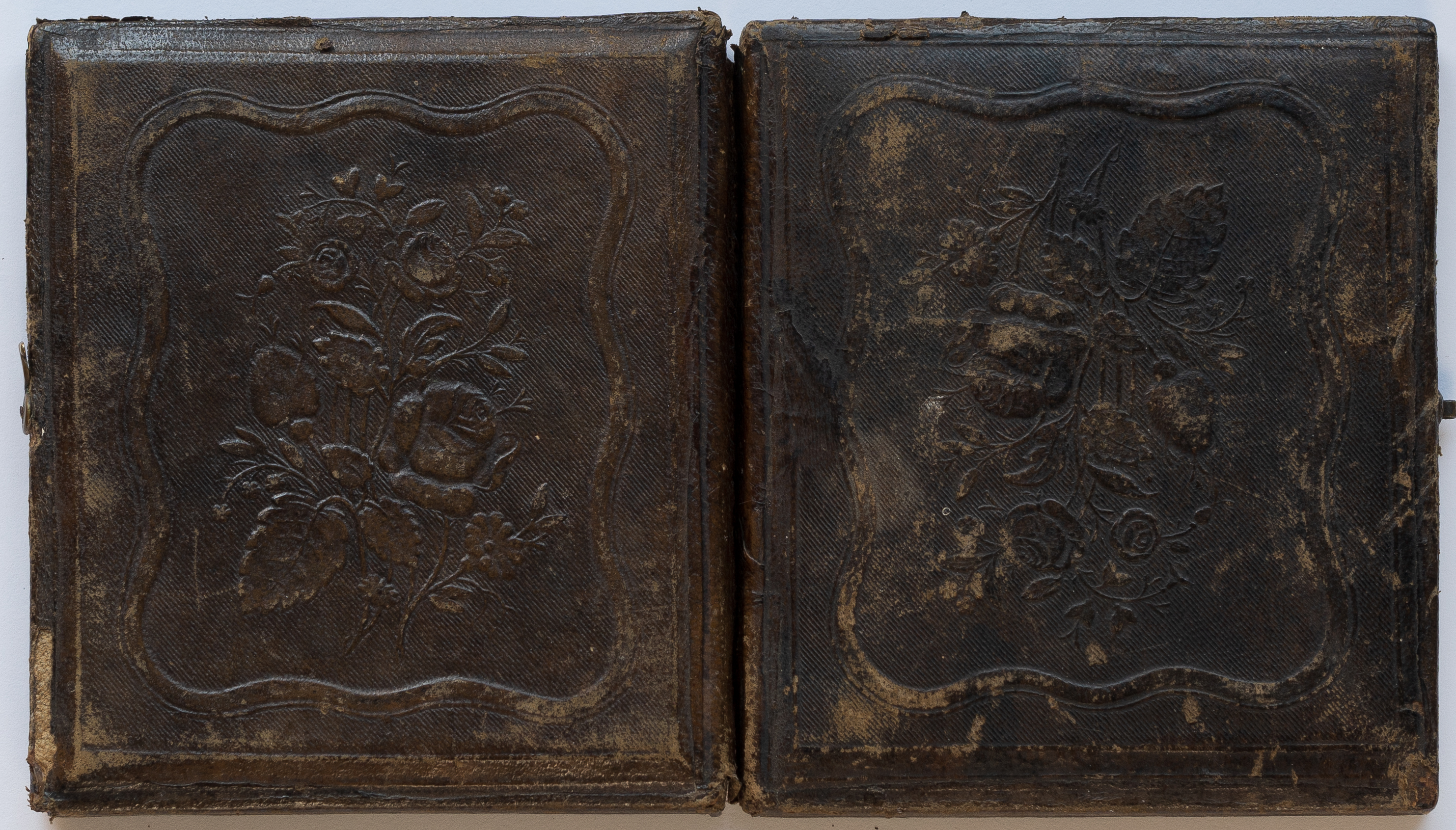
Detail adjustace